# Гук Лідія Ларіонівна
Гук Лідія Ларіонівна (28 жовтня 1938, Сенча, Лохвицький район, Полтавська область — 14 липня 2011, Скадовськ) — лікарка, еколог, громадська діячка, одна з когорти репресованих шістдесятників.

## Життєпис
Народилася у селянській родині. Мати Анастасія Чуб, працювала на свинофермі. Батько, Ларіон Півень, помер 1948 р., коли 10-річна Лідія пішла до школи.
Після закінчення у 1957 р. десятирічки, пішла за комсомольською путівкою в колгосп, працювала на птахофермі. За її спогадами, мріяла покращити життя селян. У 1959 р. вступила в КПРС, була секретарем комсомольської організації, членом бюро райкому комсомолу. Згодом дійшла до висновку, що від неї на селі нічого не залежить.
У 1960 р. вступила на санітарно-гігієнічний факультет Київського медичного інституту. Жила в гуртожитку. Познайомилася зі студентами медінституту Миколою Плахотнюком, Олесем Сергієнком, Ярославом Гевричем. Увійшла до неформального гуртка студентської молоді, яка виступала за українське національне відродження. Вимагала від керівництва інституту, щоб виконувалася постанова міністра про викладання українською мовою.
У 1966 р. підписалася під вимогою відкритого суду над Ярославом Гевричем, якого було заарештовано у 1965 р. Брала участь у зборі грошей на пам'ятник Василеві Симоненку. Щороку брала участь у вшануванні пам'яті Т. Г. Шевченка 22 травня.
У Клубі творчої молоді познайомилася з Аллою Горською, Надією Світличною, Оксаною Мешко, Людмилою Семикіною, Галиною Севрук, Олесем Шевченком. Читала і розповсюджувала літературу самвидаву. 
У 1967 р. була направлена на роботу санітарним лікарем санепідстанції у м. Скадовськ Херсонської області. Розповсюджувала літературу самвидаву, у неї вдома проводилися вечори, де читали твори Тараса Шевченка, Івана Драча, Василя Симоненка, Ліни Костенко.
З початком арештів української інтелігенції, 16-17 лютого 1972 р. працівники КГБ провели вдома у Гук обшук. Була вилучена література, зокрема самвидав, зошити з її віршами, записники, вирізки з газеті. Гук та її знайомих викликали на допити. Дехто з її знайомих дали свідчення, що Гук «захищала бандерівців», говорила русифікацію, голод 1933 р., відсутність свободи слова, окупацію Чехословаччини. У двох її віршах слідство вбачили «наклепи на дружбу народів СРСР».
Гук опротестувала обшук Прокуророві УРСР. 28 березня 1972 р. вона направила листа до ЦК КПУ про незаконні вилучення, зазначивши в ньому, що в Україні слід провести українізацію, зупинену у 30-х роках. 19 квітня 1972 р. подала заяву до райкому КПУ на захист заарештованих представників української інтелігенції.
3 серпня 1972 р. були проведені обшуки вдома і на робочому місці Гук, у неї взяли підписку про невиїзд. 9 грудня 1972 р. Гук заарештували і звинуватили у «зведенні наклепів на радянський державний і суспільний лад» (ст. 187-1 Кримінального кодексу УРСР). Утримувалася у слідчому ізоляторі Херсона, відкидала всі звинувачення. На судовому засіданні більшість свідків відмовилися від обвинувальних показів. 9 лютого 1973 року засуджена Херсонським обласним судом у закритому засіданні на 1 рік таборів загального режиму.
Термін відбувала в Дніпродзержинську. Працювала на швейному підприємстві, де прасувала білизну. Була звільнена за 2,5 місяці до кінця строку, у вересні 1973 р. Після звільнення Гук ніде не брали на роботу, зрештою прийняли лікарем-методистом районної лікарні. У 1974 р. Гук взяли на роботу в санепідемстанцію лікарем з комунальної гігієни, де вона працювала до 2001 р.
Увійшла до складу Української гельсінської групи та очолила її осередок у Скадовську.
У 1977 р. Гук встановила, що вирощування рису з застосуванням отрутохімікатів поблизу курортної зони в Джарилгацькій затоці призвело до забруднення морської води, її опріснення, зникнення бичків, креветок, камбали. Публікація її замітки про це в газеті збурила громадську думку, призвела до численних зборів та мітингів. У 1988 р. разом з однодумцями створила екологічне товариство «Джарилгач». Внаслідок наукових досліджень та матеріалів у ЗМІ у кінці 1980-х років було заборонене вирощування рису в Скадовській зоні за цією технологією, а у 1998 р. Кабінет міністрів надав Скадовській медичній зоні статус оздоровчої державного значення.
11 серпня 1989 р. Херсонський обласний суд скасував свій вирок та постанову Верховного суду, Гук була реабілітована.
З лютого 1989 р. брала участь у створенні Народного Руху України, була делегатом Установчого з'їзду. До 2001 р. очолювала районну організацію НРУ. Була активним діячем «Союзу українок».
Створила і очолювала низку організацій та проєктів, які опікувались пенсіонерами, дітьми-сиротами, дітьми Чорнобиля, вела екологічну роботу.
У 1994 р. висувалася кандидатом у депутати Верховної Ради, та не пройшла.
Домоглася будівництва храму Української автокефальної православної церкви  в Скадовську (храм було споруджено після її смерті).

### Родина
У 1962 р. одружилася з сином репресованого Василем Гуком (помер 1971 р.). У 1966 р. народився син Ярослав (закінчив факультет електроніки Київського політехнічного інституту, університет у Бостоні (США), працює в Канаді.
Донька Ярослава, 1978 р.н., закінчила Херсонський педагогічний університет, історик-правознавець, психолог.